# Dear Myself
Dear Myself est un manga yaoi en un volume, dessiné par Eiki Eiki et publié en 1998 au Japon et en 2008 en France par Asuka. Une suite, World's End, est sortie en 1999 au Japon et en 2009 en France.

## Synopsis
C'est l'histoire d'Hirofumi, qui à la suite d'un accident, vit deux ans d'amnésie, puis retrouve la mémoire de sa vie passée, mais en oubliant les deux années qui ont suivi son accident. Or au cours de ces deux ans, il est tombé amoureux de Daigo, qui est totalement dépendant de Hirofumi et ne supporte pas l'idée d'être abandonné. À travers un journal qu'il s'est adressé à lui-même au cas où, Hirofumi redécouvre sa relation avec Daigo.

## Liste des volumes
| no          | Japonais       | Japonais          | Français       | Français          |
| no          | Date de sortie | ISBN              | Date de sortie | ISBN              |
| ----------- | -------------- | ----------------- | -------------- | ----------------- |
| Dear Myself | janvier 1998   | 978-4-4036-6002-3 | 9 octobre 2008 | 978-2-84965-490-3 |
| World's End | juin 1999      | 978-4-4036-6017-7 | 14 mai 2009    | 978-2-84965-586-3 |